# Свіні Тодд (персонаж)
Свіні Тодд (англ. Sweeney Todd) — вигаданий персонаж, який вперше з'явився як головний негативний герой у серії невеликих оповідань «Перлинна нитка» (друкувалася з 1846 по 1847 рік, перевидавалася і пізніше). Суперечки про те, чи існував він насправді, чи ні, досі тривають.
Згідно з початковою версією легенди, Тодд був цирульником, який вбивав своїх відвідувачів, натискаючи на потаємний важіль, що відкривав люк, розташований під кріслом для клієнтів. Внаслідок цього жертва падала в підпілля і ламала шию (або розбивала череп). Якщо ж жертва виживала, Тодд спускався під підлогу і добивав її бритвою. В інших інтерпретаціях убивство описувалося інакше: Тодд перерізав жертві горло, після чого скидав тіло до підвалу за допомогою люка. Потім він грабував своїх жертв, вилучаючи всі цінні речі, а його спільниця місис Ловетт (за іншими версіями — подруга чи коханка) допомагала йому позбавлятися тіл, роблячи з них начинку для м'ясних пирогів. Цирюльня Свіні Тодда знаходилася в Лондоні за адресою Фліт-стріт, 186, і була з'єднана підземним ходом із пиріжковою лавкою місис Ловетт.
Не виключено й те, що міська легенда виникла раніше за книжку: ще до «Перлинної нитки» у Великій Британії було видано кілька творів зі схожим сюжетом. У виданні «Перлинної нитки», датованому 1850 роком, стверджувалося, що Свіні Тодд існував насправді і чинив свої злочини на початку XIX століття, проте немає жодних архівних даних, що підтверджують це.

## Адаптації

### Кінематограф
- вперше історія Свіні Тодда була екранізована у 1926 році; фільм вважається загубленим.
- в 1928 вийшов фільм «Свіні Тодд, демон-перукар із Фліт-стріт» з Муром Марріоттом у головній ролі.
- в 1936 вийшов новий фільм про «Свіні Тодд, демон-перукар з Фліт-стріт» з Тодом Слотером у головній ролі.
- в 1970 була знята картина «Кровожерний м'ясник», де роль Тодда виконав Джон Міранда.
- 1997 відбулася прем'єра телефільму «Свіні Тодд» з Беном Кінгслі в ролі Тодда.
- 2006 вийшов телефільм «Свіні Тодд» з Реєм Вінстоном у головній ролі.
- 2007 Тім Бертон екранізував мюзикл 1979 року про Свіні Тодда. У головній ролі був задіяний Джонні Депп.

## Музика
- В 1959 відбулася прем'єра балету.
- У 1979 вперше був поставлений мюзикл про Тодда «Свіні Тодд: Демон-перукар із Фліт-стріт» з музикою Стівена Сондхайма.
- У 2009 році британський хеві-метал-гурт Saxon випустив альбом Into the Labyrinth, де є пісня «Demon Sweeney Todd».
- В 2012 році хоррор-панк-рок гурт Король і Шут випустили два альбоми  "TODD. Акт 1. Свято крові", "TODD.Акт 2 На краю.". Які були повністю присвячені Свіні Тодду.